# Distretto di Xingshan
Il distretto di Xingshan (兴山区S, Xìngshān QūP) è un distretto della Cina, situato nella provincia di Heilongjiang e amministrato dalla prefettura di Hegang.